# Noël, chants d'espoirs
Albums de Nicole Rieu
Jardins, Vol. 1 Femmes
Noël, chants d'espoirs est le 14e album studio de Nicole Rieu. L'album est sorti en novembre 2008 chez Productions Miracos.

## Liste des titres
| No  | Titre                                          | Paroles                   | Musique                      | Durée |
| --- | ---------------------------------------------- | ------------------------- | ---------------------------- | ----- |
| 1.  | Noël, chant d'espoir                           | Nicole Rieu               | Traditionnel (Amazing Grace) | 2 :30 |
| 2.  | Nada te turbe                                  | Thérèse d'Avila           | Jacques Berthier             | 2 :49 |
| 3.  | La légende de Saint Nicolas                    | Traditionnel              | Traditionnel                 | 3 :28 |
| 4.  | Ráda bych betlému (Noël de République Tchèque) | Traditionnel              | Traditionnel                 | 2 :28 |
| 5.  | Nous sommes trois souverains princes           | Traditionnel              | Traditionnel                 | 3 :10 |
| 6.  | Alleluia                                       | Nicole Rieu               | Nicole Rieu                  | 0 :57 |
| 7.  | El Nacimiento (Noël d'Argentine)               | Félix Luna                | Ariel Ramírez                | 3 :46 |
| 8.  | Jul, jul, strålande jul (Noël de Suède)        | Nicole Rieu, Edvard Evers | Gustaf Nordquist             | 2 :30 |
| 9.  | Tibie Paiom (Noël de Russie)                   | Traditionnel              | Traditionnel                 | 2 :54 |
| 10. | Naissance                                      | Nicole Rieu               | Serge Sala                   | 1 :09 |
| 11. | La maison de sable                             | Jacques Demarny           | Patrick Lemaître             | 2 :30 |
| 12. | Ay para Navidad (Noël d'Argentine)             | Traditionnel              | Traditionnel                 | 2 :40 |

## Autres informations
- Enregistrement et mixage : Gérard Thouret
- Production : Productions Miracos, avec l'aide de Coline "Les Amis de Nicole Rieu"
- Musiciens : Nicole Rieu : guitares folk, Isabelle Cordier : violoncelle, Christian Belhomme : piano et flûtes, Jean-Pierre Bluteau : guitare classique, charango, tiplé
- Chœurs : Nicole Rieu, Jean-Pierre Bluteau
- Éclairage tchèque et suédois : Dana Mimi
- Photos : Serge Forcet

## Particularité
- Cet album est le deuxième disque de Noël de Nicole Rieu, publié 22 ans après le premier, paru celui-là en 1986 et intitulé Nicole Rieu chante Noël.